# Epanastatikos Agonas
Epanastatikos Agonas (griechisch Επαναστατικός Αγώνας ‚Revolutionärer Kampf‘) ist eine linksextreme griechische Terrororganisation, die seit 2003 durch Morde und Anschläge gegen griechische Regierungseinrichtungen und das Gebäude der amerikanischen Botschaft in Athen bekannt geworden ist.

## Geschichte
Die Gruppe trat erstmals im Jahr 2003 mit einem Sprengstoffanschlag auf ein Gerichtsgebäude in Athen in Erscheinung, dann im Jahr 2004 mit Angriffen auf das griechische Arbeitsministerium und Polizeibusse.
Im Januar 2007 übernahm ein anonymer Anrufer aus der Gruppe die Verantwortung für die Raketenangriffe auf die US-Botschaft in Athen. Nach dem Raketen-Angriff vom 12. Januar 2007 ordneten die griechischen Behörden die Gruppe als Abspaltung der Terrororganisation 17. November ein.

## Öffentliche Erklärungen
Am 22. Dezember 2005 veröffentlichte die Gruppe in der griechischen satirischen Zeitschrift Pontiki ein Manifest, in dem sie revolutionäre, Anti-Globalisierungs- und anti-amerikanische ideologische Ziele verkündete.
In einer in Pontiki am 25. Januar 2007 veröffentlichten Erklärung räumte der Revolutionäre Kampf ein, dass er den Anschlag auf die US-Botschaft ausgeführt hatte, und erklärte, der Anschlag war „unsere Antwort auf die kriminellen Kriege gegen den ‚Terrorismus‘, die die USA über den gesamten Planeten mit Hilfe sympathisierender Staaten entfesselt hat“.
Die Gruppe übernahm in einem im Januar 2009 veröffentlichten Manifest die Verantwortung für den Anschlag vom 5. Januar, bei dem ein Polizist schwer verletzt wurde, aber auch für die Schüsse auf einen Polizeibus am 29. Dezember 2008.
Ballistische Untersuchungen ergaben, dass eine vom Epanastatikos Agonas am 30. April 2007 bei einem Anschlag auf eine Polizeiwache in Nea Ionia verwendete Waffe bei dem Angriff auf einen Polizisten am 5. Januar 2009 wieder benutzt wurde. Eine zweite am 5. Januar benutzte Waffe wurde von der Polizei mit dem Anschlag am 23. Dezember 2008 auf einen Polizeibus in Verbindung gebracht. Dieser Anschlag wurde von einer Vereinigung, die sich ‚Volksaktion‘ (griechisch Λαϊκή Δράση Laiki Drasi) nennt, als Reaktion auf die Ausschreitungen in Griechenland 2008 bezeichnet.
In einem Schreiben an Pontiki, in dem die Organisation die Verantwortung für einen Anschlag auf die Athener Börse übernahm, drohte sie der Polizei, den im Finanzwesen tätigen „golden boys“ und den „Kapitalisten“ mit weiteren Angriffen.

## Einstufung als Terrororganisation
Die Gruppe wird von der griechischen Regierung und den Medien als terroristische Gruppe eingestuft. Der EU-Ministerrat hat den Epanastatikos Agonas am 29. Juni 2007 auf ihre Liste von Personen, Vereinigungen und Körperschaften, zur Bekämpfung des Terrorismus gesetzt. Das US-Außenministerium hat die Gruppe am 18. Mai 2009 zur ausländischen terroristischen Vereinigung erklärt.

## Terroranschläge des Epanastatikos Agonas
- 5. September 2003: Sprengstoffanschlag auf ein Gerichtsgebäude in Athen.
- 5. Mai 2004: Sprengstoffanschlag auf eine Polizeiwache in Athen.
- 29. Oktober 2004: Sprengstoffanschlag auf griechische Polizeibusse.
- 2. Juni 2005: Sprengstoffanschlag auf ein Gebäude des Arbeitsministeriums in Athen.
- 12. Dezember 2005: Sprengstoffanschlag auf das Finanzministerium am Syntagma-Platz in Athen.[10]
- 30. Mai 2006: Attentat auf Kulturminister Giorgos Voulgarakis, ehemaliger Minister für öffentliche Ordnung[11]
- 12. Januar 2007: Angriff auf die US-Botschaft in Athen mit einer Panzerfaust.[12][13]
- 3. Februar 2009: bewaffneter Anschlag auf eine Polizeistation im Athener Stadtteil Korydallos. Die Täter feuerten etwa ein Dutzend Schüsse aus mindestens zwei Handfeuerwaffen ab und warfen eine Handgranate gegen das Gebäude, die aber nicht detonierte.[14]
- 18. Februar 2009: Vereitelter Autobombenanschlag auf die Büros der Citibank in Kifisia bei Athen. Die Polizei erklärte später, die Bombe sei stark genug gewesen, um das vierstöckige Gebäude zu zerstören.[15]
- 9. März 2009: Bombenanschlag auf Filiale der Citibank in dem Athener Vorort Filothei.[16]
- 20. März 2009: Sprengstoffanschlag vor dem Gebäude der Staatlichen Liegenschaftsverwaltung (KED) in der Athener Alexandras Avenue wird dem Epanastatikos Agonas zugeschrieben.[17]
- 2. September 2009: Bombenanschlag an der Athener Börse verursacht erheblichen Sachschaden, eine Person wird verletzt. Der Epanastatikos Agonas übernimmt in einem Schreiben an Pontiki die Verantwortung.[18]

Am 10. April 2010 gelang der Anti-Terror-Einheit der griechischen Polizei ein Schlag gegen die Organisation, als sechs vermutliche Mitglieder festgenommen und Sprengstoff sowie weiteres Beweismaterial gefunden wurde.
- eine an den Minister Michalis Chrysochoidis adressierte Briefbombe tötete am 23./24. Juni 2010 Giorgos Vassilakis, einen seiner engsten Mitarbeiter.[21]

Chrysochoidis sagte dazu in einem FAZ-Interview im Februar 2012:
 „Sie wollen mich töten, weil mein Name mit dem Erfolg Griechenlands im Kampf gegen den Terrorismus verbunden ist, mit der Zerschlagung des ‚17. November‘ und des ‚Epanastatikos Agonas‘. Das haben einige mir nicht verziehen.“ Wer die Bombe sendete, konnte (Stand Februar 2012) nicht ermittelt werden.
- 10. April 2014: Bombenanschlag in der Nähe einer Bank in Athen.[23]